# Тафи, Андреа (велогонщик)
Андреа Тафи (итал. Andrea Tafi; род. 7 мая 1966, Фучеккьо, Италия) — итальянский профессиональный шоссейный велогонщик, закончивший свою профессиональную карьеру в 2005 году. Чемпион Италии в групповой гонке 1998 года.
Тафи специализировался на классических велогонках. На его счёту победы на Париж — Рубе (1999), Тур Фландрии (2002) и Джиро ди Ломбардия (1996).

## Достижения
1989
1-й на этапе 4 — Вуэльта Мурсии
1-й на этапе 5 — Тур Люксембурга
1990
1-й на этапе 2 — Kellogg’s Tour
1991
1-й — Джиро дель Лацио
1994
1-й — Гран-при Фурми
1-й — GP Citta di Rio Saliceto e Correggio
1996
1-й — Джиро ди Ломбардия
1-й — Париж — Брюссель
1-й — Джиро дель Лацио
1-й — Трофеи Мелинды
1-й — Coppa Placci
3-й — Париж — Рубе
1997
1-й — Уинкатон Классик
1-й — Гран-при Фурми
1-й — Коппа Сабатини
1-й на этапах 3 и 9 — Тур Лангкави
2-й — Амстел Голд Рейс
7-й — Джиро ди Ломбардия
1998
1-й —  Чемпионат Италии в групповой гонке
1-й — Джиро дель Лацио
1-й — Кубок Уго Агостони
1-й — Гран-при города Камайоре
1-й на этапе 1(ITT) — Тур Лангкави
2-й — Париж — Рубе
4-й — Классика Сан-Себастьяна
4-й — Чемпионат Цюриха
8-й — Чемпионат мира в групповой гонке
10-й — Джиро ди Ломбардия
1999
1-й — Париж — Рубе
1-й — Джиро дель Пьемонте
2000
1-й — Париж — Тур
10-й — Париж — Рубе
2001
1-й на этапе 1 — Вуэльта Бургоса
2002
1-й — Тур Фландрии
2003
5-й — Париж — Рубе

### Гранд-туры
| Гранд-Тур       | 1990 | 1991 | 1992 | 1993 | 1994 | 1995 | 1996 | 1997 | 1998 | 1999 | 2000 | 2001 | 2002 |
| --------------- | ---- | ---- | ---- | ---- | ---- | ---- | ---- | ---- | ---- | ---- | ---- | ---- | ---- |
| Джиро д'Италия  | НФ   | НФ   | —    | НФ   | —    | 35   | —    | —    | —    | 80   | —    | —    | —    |
| Тур де Франс    | —    | —    | —    | 128  | —    | 39   | 45   | 57   | 42   | —    | —    | —    | 106  |
| Вуэльта Испании | —    | —    | 98   | —    | —    | —    | —    | —    | —    | 29   | 74   | —    | —    |

### Монументальные гонки
| Гонка                 | 1990 | 1991 | 1992 | 1993 | 1994 | 1995 | 1996 | 1997 | 1998 | 1999 | 2000 | 2001 | 2002 | 2003 | 2004 | 2005 |
| --------------------- | ---- | ---- | ---- | ---- | ---- | ---- | ---- | ---- | ---- | ---- | ---- | ---- | ---- | ---- | ---- | ---- |
| Милан — Сан-Ремо      | 81   | 135  | 105  | 95   | 88   | 41   | 36   | 76   | 145  | 57   | 73   | 88   | —    | 119  | 159  | 121  |
| Тур Фландрии          | —    | —    | —    | 84   | —    | 35   | 15   | 26   | 44   | 41   | 22   | 62   | 1    | 47   | —    | 69   |
| Париж — Рубе          | —    | 77   | 79   | —    | —    | 14   | 3    | 19   | 2    | 1    | 10   | 27   | 17   | 5    | 43   | 42   |
| Льеж — Бастонь — Льеж | —    | —    | —    | —    | —    | —    | —    | 66   | —    | —    | 65   | —    | —    | —    | —    | —    |
| Джиро ди Ломбардия    | —    | 70   | —    | —    | —    | —    | 1    | 7    | 10   | 30   | 25   | 31   | —    | —    | —    | —    |